# Micrepeira velso
Micrepeira velso là một loài nhện trong họ Araneidae.
Loài này thuộc chi Micrepeira. Micrepeira velso được Herbert Walter Levi miêu tả năm 1995.